# Les Schtroumpfs joueurs
Les Schtroumpfs joueurs est le vingt-troisième album, et la quatre-vingt-septième histoire, de la série de bande dessinée Les Schtroumpfs originellement créée par Peyo. Publié en 2005 aux éditions Le Lombard, l'album est scénarisé par Luc Parthoens et Thierry Culliford et illustré par Ludo Borecki.

## Résumé
Trois Schtroumpfs arrivent au bourg d'Aubenas malgré l'interdiction formelle du Grand Schtroumpf afin de récupérer des épices pour le Schtroumpf cuisinier en échange d'un supplément de dessert. Les trois Schtroumpfs en voulant faire une course tombent sur un combat entre deux chevaliers dans un enclos qui se termine par la fuite des chevaliers, poursuivis par les cochons.
Le seigneur d'Aubenas se révèle être joueur et très parieur ; il influence les trois Schtroumpfs qui décident d'en parler au village. En revenant, ils ont oublié les épices près de l'enclos et le Schtroumpf cuisinier les prive de suppléments de dessert. Vraiment indigné, l'un des Schtroumpfs donne un coup de pied dans le gravier qui touche l'enseigne du Schtroumpf potier. Le Schtroumpf a l'idée de parier qu'il peut toucher à nouveau l'enseigne avec un caillou, mais il rate son coup et le caillou atteint le Schtroumpf costaud qui, en colère, lui donne un coup de poing.
L'un des deux Schtroumpfs décide d'amener des dés afin de continuer leur pari : si l'un des joueurs fait un sept ou un onze, il gagne. En remportant à plusieurs reprises, le Schtroumpf qui a apporté les dés se voit surnommé Schtroumpf chançard. Un Schtroumpf, intéressé par leur jeu, parie l'échelle qu'il transporte mais il la perd. Il se trouve que l'échelle appartenait en vérité au Schtroumpf bricoleur.
Lors du dîner, la rumeur des paris se répand et le cauchemar du monde des jeux commence. Le Schtroumpf à l'échelle tente de récupérer son dû en pariant pour le Schtroumpf chançard en misant ses meubles mais le Schtroumpf chançard reperd et le Schtroumpf à l'échelle perd tous ses meubles. Tous les Schtroumpfs sont habités par le jeu. Le Grand Schtroumpf s'aperçoit de la situation lorsqu'il croise le Schtroumpf à lunettes sans ses lunettes ni ses vêtements, le Schtroumpf coquet portant les lunettes du Schtroumpf à lunettes, et le Schtroumpf paysan avec la trompette du Schtroumpf musicien.
Quelques jours plus tard, le Schtroumpf mineur s'aperçoit que des courses d'escargot (l'équivalent des courses de chevaux) ont été mises en place. Seul le Schtroumpf bûcheron échappe à la fièvre des jeux ; le Grand Schtroumpf est quant à lui trop occupé. Dans le village tout se parie, tout se joue, les chanceux accumulent des gains inutiles tandis que les perdants se voient dépouillés peu à peu : le Schtroumpf à l'échelle perd sa maison. Le Grand Schtroumpf le croise et est mis au courant de la gravité de la situation : il décide de prohiber les jeux sous peine de graves punitions et exige que tous les gains soient restitués aux perdants ; ainsi, le schtroumpf bricoleur récupère l'échelle que le Schtroumpf à l'échelle avait utilisé comme mise à son insu.
Le Grand Schtroumpf découvre peu après que les Schtroumpfs continuent de jouer en cachette et les sermonnent à nouveau.
Pendant ce temps, le Schtroumpf bûcheron s'aperçoit que le seigneur d'Aubenas veut raser toute la forêt pour construire un grand complexe de jeux. Le Schtroumpf bûcheron revient au village en courant et informe tous les Schtroumpfs de l'abattage de la forêt par les humains. Par la même occasion, on découvre que le village des Schtroumpfs et la maison de Gargamel sont menacés.
Le Grand Schtroumpf imagine un plan complètement fou : s'allier avec Gargamel. Ainsi, selon ce plan, Gargamel doit défier le seigneur d'Aubenas avec, comme enjeu, l'arrêt de l'abattage des arbres. Gargamel se révèle à l'entraînement, un combattant pathétique. Toutefois, les Schtroumpfs agissent de manière à bloquer les épreuves afin d'aider Gargamel. Le seigneur d'Aubenas impose quatre épreuves : la première épreuve est une course sur le dos de cochons, que Gargamel gagne, son adversaire étant déséquilibré par son armure. Ce phénomène se reproduit dans la bataille de polochons. La troisième épreuve est un lancer d'anneaux que Gargamel perd à cause du Schtroumpf chançard qui, ayant perdu bon nombre de paris, a décidé contre toute raison d'aider l'adversaire de Gargamel. Le Schtroumpf chançard, toujours emporté par le démon du jeu, fait gagner le seigneur lors de la course en sac en faisant trébucher Gargamel. Mais le Grand Schtroumpf surprend le Schtroumpf chançard et le sermonne. Dans une dernière épreuve, Gargamel finit par gagner, en faisant un sept aux dés ; le seigneur est obligé d'abandonner son projet de déboisement. Gargamel et les Schtroumpfs sont ravis, mais Gargamel finit par capturer le Schtroumpf chançard qui se libère en pariant à nouveau aux dés avec Gargamel.

## Réception commerciale
L'album entre 7e du Top 15 BD hebdomadaire français lors de la semaine du 24 au 30 janvier 2005. Ensuite, il monte à la seconde place.